# بیلا (ناحیه لیبرتس)
بیلا (به چکی: Bílá) یک منطقهٔ مسکونی در جمهوری چک است که در ناحیه لیبرتس واقع شده‌است. بیلا ۲۶٫۳۸ کیلومتر مربع مساحت و ۹۰۲ نفر جمعیت دارد و ۳۸۳ متر بالاتر از سطح دریا واقع شده‌است.